# Isaac Nader
Isaac Nader (17 de agosto de 1999) é um desportista português que compete em atletismo, especialista nas corridas de médiofundo. Nos Jogos Europeus de 2023 conseguiu uma medalha de prata na prova de 1 500 m.

## Palmarés internacional
| Jogos Europeus | Jogos Europeus | Jogos Europeus   | Jogos Europeus |
| Ano            | Lugar          | Medalha          | Prova          |
| -------------- | -------------- | ---------------- | -------------- |
| 2023           | Chorzów        | Medalha de prata | 1 500 m        |